# Georg Georgsen
Georg Edmund Georgsen (19. maj 1893 i København – 16. april 1976 i Sorø) var en dansk havearkitekt. Han var fra 1921 til 1961 lektor ved Landbohøjskolen i havebrug og professor samme sted og i samme fag til 1963.
Han var uddannet i praktisk havebrug på Vilvorde, Charlottenlund 1912 og blev havebrugskandidat 1914. 1920 etablerede han egen tegnestue. I perioden 1936-1963 var han desuden akademigartner ved Sorø Akademi.
Blandt hans mest kendte arbejder er de haver, han anlagde ved Københavns Universitets bygninger og ved Landbohøjskolen, hans indflydelse på akademihaven ved Sorø Akademi og Sorø kirkegårde samt udformningen af terræn og beplantning omkring observatoriet i Brorfelde. 
Rosenhaven ved Landbohøjskolen er i 1990'erne blevet genanlagt efter hans haveplan.
Georgsen blev Ridder af Dannebrogordenen 1954 og Ridder af 1. grad 1962.
Han er begravet på Vestre Kirkegård.